# Rhytiphora armatula
Rhytiphora armatula là một loài bọ cánh cứng trong họ Cerambycidae.